# Santa Fé (Sao Tomé-et-Principe)
Pour les articles homonymes, voir Santa Fé.
Santa Fé est une localité de Sao Tomé-et-Principe située au nord de l'île de São Tomé, dans le district de Mé-Zóchi. C'est une ancienne roça.

## Population
Lors du recensement de 2012, 11 habitants y ont été dénombrés.

## Roça
Organisée autour d'un espace central tout en longueur, elle a subi d'importantes transformations. La casa principal a été détruite.